# Lijst van atheïsten
Deze lijst van prominente atheïsten vermeldt atheïsten die een belangrijke bijdrage lever(d)en aan het atheïsme, voor wie het atheïsme een belangrijke rol speelde/speelt in hun leven of werk of die op een bijzondere manier met het atheïsme omgingen/omgaan.

## Lijst
- Abdel Al-Ma'arri (973-1057), Syrisch dichter, schrijver en filosoof. Bekend om zijn gedichten waarin hij het bestaan van God ontkende, wat een zeldzame opvatting was in de Arabische wereld.
- Thomas Aikenhead (1678-1697), Schots student die na grondige bestudering van de Bijbel voor zichzelf tot de conclusie kwam dat het een "rhapsody of ill contrived nonsense" was en dat ook zei. Na een schijnproces werd hij voor deze uitspraak opgehangen.
- François Jean Dominique Arago (1786-1853), Frans wiskundige, trad op zijn 23e toe tot de Académie Française. Vocht op zijn 62e op de barricaden tijdens de revolutie van 1848. In zijn gepubliceerde correspondentie met Alexander von Humboldt valt hij de religie vaak fel aan.
- Aristippos van Cyrene (435-356 v. Chr.), Hij was een leerling van Socrates en de grondlegger van de Cyreense School uit de Griekse filosofie. Aristippos onderwees dat er geen kennis achter de menselijke ervaring mogelijk was. Hij zou daarom tegenwoordig[(sinds) wanneer?] als agnost aangeduid worden.
- Svante August Arrhenius (1859-1927) beroemd Zweeds scheikundige en Nobelprijswinnaar. Hij had openlijk contact met Ernst Haeckel en zijn Monistische (atheïstische) Vereniging
- Manuel Azaña (1880-1940), Spaans eerste minister en later president tijdens de burgeroorlog. Onder hem werden de antikerkelijke wetten door de cortes aangenomen.
- Michail Bakoenin (1814-1876), politiek hervormer. Beroemd anarchist afkomstig uit een Russische adellijke familie. Filosofisch geschoold. Hij werkte zijn atheïsme en materialisme uit in zijn belangrijkste werk God en de Staat.
- François Jean Lefebvre de La Barre (Chevalier de la Barre) (1747-1766), vrijdenker. Werd onder andere beschuldigd niet te buigen voor een religieuze processie terwijl hij een 'goddeloos' lied zong en van het bezit van boeken tegen de godsdienst waaronder de Dictionnaire philosophique van Voltaire. Op verzoek van de katholieke kerk werd hij op negentienjarige leeftijd op 1 juli na een schijnproces gemarteld, onthoofd en daarna verbrand. Op 1 juli 1907 werd in Abbeville een monument voor zijn nagedachtenis opgericht. Er waren vijfentwintigduizend mensen bij de onthulling. 1 juli is sindsdien een (niet overal officieel erkende) "Dag van het Atheïsme". Elk jaar wordt dan de La Barre Demonstration gehouden waarop vrijdenkers, vrienden van de openbare school en allen die tegen de verstrengeling van kerk en staat zijn, bijeen komen.
- Charles Pierre Baudelaire (1821-1867), belangrijk Frans dichter. Afkomstig uit een katholieke aristocratische familie. Werd atheïst en revolutionair en vocht mee op de barricaden van de revolutie van 1848. Een van zijn bekendste werken was Fleurs du Mal ('Bloemen van het Kwaad') een bundel van 151 gedichten van grote schoonheid en zo'n vrijheid dat hij er gerechtelijk voor vervolgd werd.
- Ferdinand August Bebel (1840-1913), Duits socialistisch leider en een van de oprichters van de Sozialdemokratische Partei Deutschlands. Zoals alle socialistische leiders uit die tijd was hij atheïst, een levenshouding die hij vrijuit in zijn werk voor vrouwen en over de christenheid uitdroeg.
- Floris van den Berg (1973), Nederlands filosoof en schrijver, promoot atheïsme door middel van boeken, reclameteksten en mediaoptredens. Schreef onder meer Hoe komen we van religie af? (2009) en Filosofie voor een betere wereld (2009).
- Hector Berlioz (1803-1869), belangrijk Frans componist. Hoewel hij door de katholieke kerk 'geclaimd' werd als katholiek was Berlioz, getuige vele van zijn brieven, atheïst. Nog in een brief geschreven kort voor zijn overlijden schreef hij: 'ik geloof niets'.
- Sarah Bernhardt (1845-1923), Frans actrice. Er is het volgende verhaal: Gounod vroeg haar in haar studio of zij ooit bad. 'Nooit, ik ben atheïst' was haar antwoord. Tot haar afschuw knielde Gounod en bad voor haar.
- Pierre Eugene Marcellim Berthelot (1827-1907), grondlegger van de organische chemie. Schreef diverse boeken over atheïsme en stuurde een brief ter voorlezing naar het 'Internationale Vrijdenkers Congres' van 1904 in Rome dat hij zelf ook bijwoonde. In de brief stelde hij de giftige dampen van het bijgeloof aan de kaak en kondigde de komst van een 'tijdperk van de Rede' aan.
- Maarten Boudry (1984), Vlaams filosoof, keert zich tegen religie, psychoanalyse en (andere) pseudowetenschap.
- Charles Bradlaugh (1833-1891), Engels politicus. Bradlaugh gaf in heel Engeland veel lezingen over het atheïsme. Werd in 1880 als eerste atheïst in het Britse parlement gekozen maar kon de eed niet afleggen daar deze een verwijzing naar God bevatte. Werd o.a. door de politie uit het parlement verwijderd en beboet wegens illegaal stemmen voor hij zes jaar later uiteindelijk zitting kon nemen.
- Luis Buñuel (1900-1983), Spaans-Mexicaans filmregisseur. Buñuel viel regelmatig georganiseerde religie aan in zijn films. De uitspraak Godzijdank ben ik een atheïst! is van Buñuel afkomstig.
- Anton Constandse (1899-1985), Nederlands journalist, publicist, radiocommentator, anarchist en vrijdenker. Keerde zich in woord en geschrift tegen de religie (met name het christendom) en nam het op voor het atheïsme.
- Johan Cruijff (1947-2016), Nederlands voetbalpersoonlijkheid. Zei ooit "Ik geloof niet in god. In Spanje slaan alle 22 spelers een kruisje voor de wedstrijd. Als het zou werken zouden alle wedstrijden op een gelijk spel eindigen"
- Andries van Dantzig (1920-2005), Nederlandse psychiater, schreef onder meer Is alles geoorloofd als God niet bestaat? Over geestelijke gezondheidszorg en maatschappij (1995).
- Richard Dawkins (1941), Brits zoöloog, bioloog, bedenker van het concept van de 'egoïstische' genen; uitgesproken atheïst en promotor van wetenschap, auteur van God als misvatting (The God Delusion) en oprichter van de Richard Dawkins Foundation for Reason and Science.[1]
- Def P. (1969), Nederlands rapper en frontman van de Osdorp Posse. In zijn teksten levert hij geregeld kritiek op religie.
- Daniel Dennett (1942-2024), Amerikaans filosoof en schrijver, schreef Breaking the Spell: Religion as a Natural Phenomenon, een uiteenzetting waarom religie weinig tot geen feitelijke argumenten in eigen voordeel heeft.
- Diagoras de atheïst (5e eeuw v.C.), Grieks dichter. Werd wegens atheïsme ter dood veroordeeld in Athene, maar ontkwam naar Korinthe.
- Denis Diderot (1719-1783), Frans filosoof, samensteller van de Encyclopédie, heeft gevangengezeten wegens zijn ontkenning van het bestaan van God.
- Ferdinand Domela Nieuwenhuis (1846-1919), Nederlands predikant, later atheïst, voorts politicus, sociaal-anarchist en antimilitarist.
- Jo van Dooyenburghe (1952), Vlaams columnist, maatschappijcriticus en vrijdenker. Schreef een aantal artikelen over zin en onzin van religie.
- Ludwig Feuerbach (1804-1872) was een Duits filosoof die streed tegen elke gedachte van transcendentie. Hij had veel invloed op het denken van Karl Marx.
- Tomás Garrido Canabal (1891-1943), Mexicaans revolutionair. Had een boerderij waarop hij dieren God, Maria, Jezus en Paus noemde, en noemde zijn kinderen Lucifer en Lenin.
- Sam Harris (1967), Amerikaans schrijver, filosoof en religiecriticus, schreef onder meer Van God los (2004) en Brief aan een christelijke natie (2006).
- Maarten 't Hart (1944), Nederlands schrijver en bioloog; verzet zich tegen het geloof waarin hij werd opgevoed; schreef tientallen kritische en vermakelijke bijbeloverdenkingen, die gebundeld zijn in De bril van God en Wie God verlaat heeft niets te vrezen.
- Pieter Harting (1812-1885), Nederlands arts, bioloog, stratigraaf en hydroloog; groot voorstander van crematie, bestrijder van spiritisme, alcoholisme, groot popularisator van wetenschappelijke kennis. Een van de vurigste verdedigers van Darwins ideeën in Nederland.
- Claude Adrien Helvétius (1715-1771), Franse filosoof en encyclopedist, die samen met zijn vrouw een salon voor Verlichtingsdenkers onderhield en het sterk atheïstische en antikerkelijke werk De l'Esprit (1758) schreef, dat in het openbaar verbrand werd na felle protesten van kerk en staat.
- Klaas Hendrikse (1947-2018), Nederlands dominee. Geloofde naar eigen zeggen in "een god die niet bestaat". Auteur van Geloven in een God die niet bestaat. Manifest van een atheïstische dominee (2007) en God bestaat niet en Jezus is zijn zoon (2011).
- Christopher Hitchens (1949-2011), Brits-Amerikaans journalist, schrijver en literatuurcriticus. Schreef onder meer God Is Not Great (God is niet groot).
- Baron d'Holbach (1723-1789), Frans filosoof, een van de eerste zelfverklaarde atheïsten. Zijn Système de la Nature wordt wel de "bijbel van het atheïsme" genoemd.[2]
- Enver Hoxha (1908-1985), Albanees dictator. Poogde van Albanië het eerste volledig atheïstische land ter wereld te maken. Onder Hoxha was Albanië het enige land in de geschiedenis waar religie officieel verboden was.
- Adriaen Koerbagh (1632-1669), Nederlands atheïst en vrijdenker uit de 17e eeuw. Werd tot 10 jaar veroordeeld wegens publicatie van een boek, stierf reeds na drie maanden dwangarbeid in het Rasphuis van Amsterdam.
- Matthias Knutzen (1646- na 1674) was een Duitse godsdienstcriticus. Hij is de eerste met naam bekende atheïst in Europa na de Middeleeuwen. Verspreidde in 1674 in Jena drie handgeschreven atheïstische pamfletten.
- Karl Marx (1818-1883), Duits filosoof. Grondlegger van het communisme. Schreef het Communistisch Manifest (1848) en Het Kapitaal (1867). Noemde godsdienst "de opium van het volk."
- Joseph McCabe (1867-1955), Engels atheïst. Schreef bijna 250 boeken vooral over atheïsme en hield naar eigen schatting ongeveer vierduizend lezingen over dit onderwerp in de Verenigde Staten, Australië en Engeland. Hij werd op zijn negentiende franciscaner monnik maar brak daarmee in 1896. Niet lang daarna begon hij over atheïstische onderwerpen te schrijven en heeft daarmee een grote invloed in de Angelsaksische wereld gehad.
- Jean Meslier (1664-1729), Frans dorpspriester. Liet een geschrift achter waarin hij de Christelijke leerstellingen weerlegde en het bestaan van God ontkende.
- Anne Morelli (1948), Belgisch hoogleraar. Zij is van mening dat de Kerk enkel verschilt van sekten op het gebied van hun machtsrelatie. Volgens haar zijn sekten, in navolging van Michel Foucault, "totalitaire instellingen" zoals kloosters, gevangenissen, ziekenhuizen (enzoverder) die mensen als een nummer behandelen en vervolgens de indruk geven dat er een uniform geheel kan worden gevormd.
- Madalyn Murray O'Hair (1919-1995), Amerikaans activiste, oprichtster van American Atheists. Slaagde erin het dagelijks gebed op Amerikaanse scholen te verbieden.
- Michael Newdow (1953), Amerikaanse activist. Tegenstander van de Pledge of Allegiance op Amerikaanse scholen, in het bijzonder omdat de passage one nation under God in strijd is met de Amerikaanse grondwet.
- Friedrich Nietzsche (1844-1900), Duits filosoof. Een van de meest invloedrijke atheïstische filosofen, van hem is de uitspraak "God is dood." afkomstig uit De vrolijke wetenschap (1882). Deze uitspraak impliceert echter iets anders dan atheïsme, omdat er moet worden verondersteld dat God wel ooit geleefd heeft. In Also sprach Zarathustra (1883-1885) viel hij bij monde van de mythische Perzische profeet Zarathustra de zijns inziens achterlijke christelijke moraal aan. Dit duidt erop dat Nietzsche kritiek had op de manier waarop geloof tot niet-kritisch denken leidt, maar dat hij spiritualiteit in het algemeen niet van de hand wees.
- Michel Onfray, Frans filosoof. Auteur van Atheologie. De hoofdzonden van jodendom, christendom en islam (2005)
- John Allen Paulos (1945), Amerikaans wiskundige en publicist. Schrijver van Irreligion.
- Herman Philipse (1951), Nederlands filosoof en universiteitshoogleraar. Schrijver van het Atheïstisch manifest en De onredelijkheid van religie (1995 & 2004), Wetenschap versus godsdienst (2007), Godsgeloof of atheïsme? (2009) en God in the Age of Science? A Critique of Religious Reason (2012).
- Ronald Plasterk (1957), Nederlands wetenschapper, columnist en politicus, bedenker van de term 'ietsisme'. Plasterk is een fel tegenstander van creationisme en intelligent design. Hij noemde in eerste instantie ietsisme 'een armzalig en irritant tijdsverschijnsel'. Later stelde hij ietsisme boven het theïsme.
- James Randi (1928), Canadees-Amerikaans goochelaar en scepticus. Oprichter van de James Randi Educational Foundation die een prijs van een miljoen dollar uitlooft aan degene die het bewijs kan geven van enig bovennatuurlijk verschijnsel.
- Karel van het Reve (1921-1999), essayist. Betoogde in NRC Handelsblad in zijn essay 'De ongelofelijke slechtheid van het Opperwezen' dat het Opperwezen niet tegelijkertijd algoed en almachtig kan zijn, waarna tientallen lezers hun abonnement opzegden.
- Salman Rushdie (1947), Brits-Indische romanschrijver. Zijn roman De duivelsverzen (1988) werd een internationale controverse toen de Iraanse ayatollah Ruhollah Khomeini een fatwa tegen hem uitvaardigde die de doodstraf vanwege godslastering inhield. Wereldwijd vielen er doden bij gewelddadige demonstraties van boze moslims tegen Rushdie en werden exemplaren van zijn boek verbrand. Er werden enkele aanslagen gepleegd: de Japanse vertaler werd vermoord, de Noorse vertaler raakte gewond, Rushdie zelf ontkwam aan enkele aanslagen.
- Bertrand Russell (1872–1970), Engels filosoof en wiskundige. Schreef Why I am not a Christian, een standaardwerk van het atheïsme. Hij beschouwde zichzelf overigens als agnost, maar zei dat de meeste mensen zijn geloof op zouden vatten als atheïsme.
- Jean-Paul Sartre (1905-1980), Franse filosoof, grondlegger van het existentialisme. Meende dat de mens gedoemd was tot vrijheid, maar dat dit wel verantwoordelijkheid met zich meebracht, die men niet kan afschuiven op God. L'être et le néant (1943) wordt vaak als zijn hoofdwerk gezien.
- Percy Bysshe Shelley (1792-1822), Engels romantisch dichter. Schreef in 1811 als student aan de Universiteit van Oxford een pamflet waarin hij betoogt dat er geen afdoende bewijs aanwezig is voor het bestaan van God (The Necessity of Atheism). Werd om deze reden van de universiteit gestuurd.
- David Friedrich Strauß (1808-1874), Duitse theoloog en filosoof, publiceerde Das Leben Jesu kritisch bearbeiteit (1835-'36) waarin hij na kritisch onderzoek het leven van Jezus ontdeed van allerlei mythologische toevoegingen; in Die Christliche Glaubenslehre (1840-'41) brak hij geheel met geloof en kerk, en kreeg in binnen- en buitenland navolging.
- Dick Swaab (1944), Nederlandse arts en neurobioloog die baanbrekend hersenonderzoek heeft gedaan. Stelde dat er geen geest of ziel bestaat, maar dat in feite mensen "hun hersenen zijn", waar alle denkprocessen plaatsvinden. Schreef o.m. Wij zijn ons brein (2010).
- Carlo Tamagnone (1937), Italiaanse filosoof. Auteur van: "Filosofisch atheïsme in de antieke wereld" (2005); "De Verlichting en de revival van filosofisch atheïsme (2007)"
- Mark Twain (1835-1910), Amerikaans schrijver. Tijdens zijn laatste levensjaren schreef hij verschillende verhalen en essays die het bestaan van God of eender welk religieus idee in twijfel trokken.
- Dirk Verhofstadt (1955), Vlaamse politiek filosoof en auteur van o.m. de boeken Het menselijk liberalisme (2002), Pleidooi voor individualisme (2004) en De derde feministische golf (2006). Schreef o.a. de essays Atheïsme als basis voor de moraal (2010) en Naar een strijdvaardig atheïsme (2011).
- Johannes van Vloten (1818-1883), Nederlandse taal-, letter- en geschiedkundige, bestreed geloof en bijgeloof, biograaf van Baruch Spinoza.
- Etienne Vermeersch (1934-2019), Vlaams ethicus, wetenschapsfilosoof en scepticus. Was oorspronkelijk jezuïet maar brak op 25-jarige leeftijd met het christelijk geloof en werd atheïst. Schrijver van het vertoog Waarom de god van het christendom niet kan bestaan en van diverse artikelen ter verdediging van het filosofisch materialisme.
- Frank Zappa (1940-1993), Amerikaans rockzanger en componist. Had in zijn liedjesteksten en interviews grote kritiek op georganiseerde religie en was sinds hij tiener was overtuigd atheïst.

## Galerij

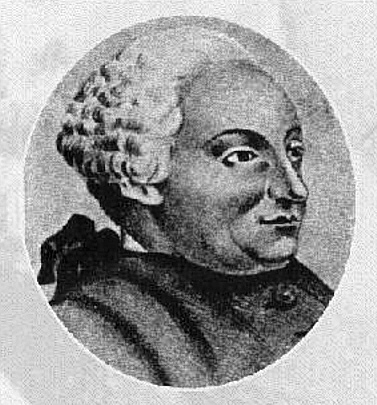
Baron d'Holbach
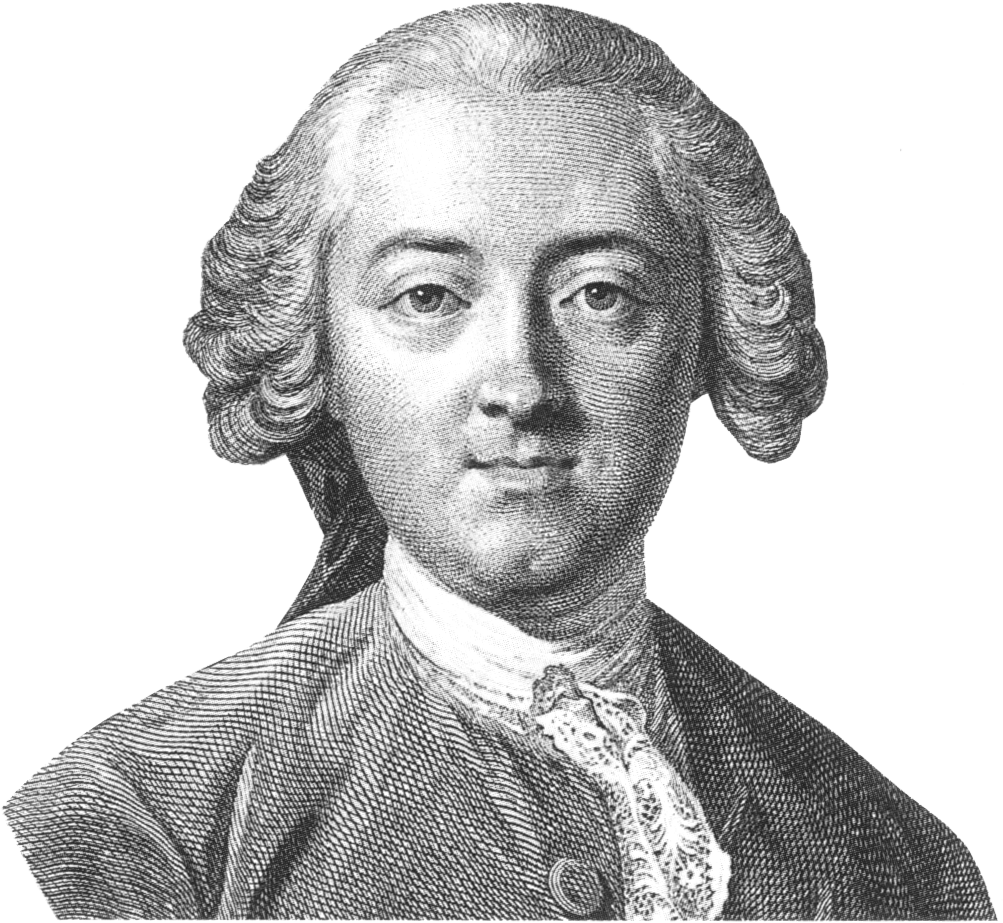
Claude A. Helvétius
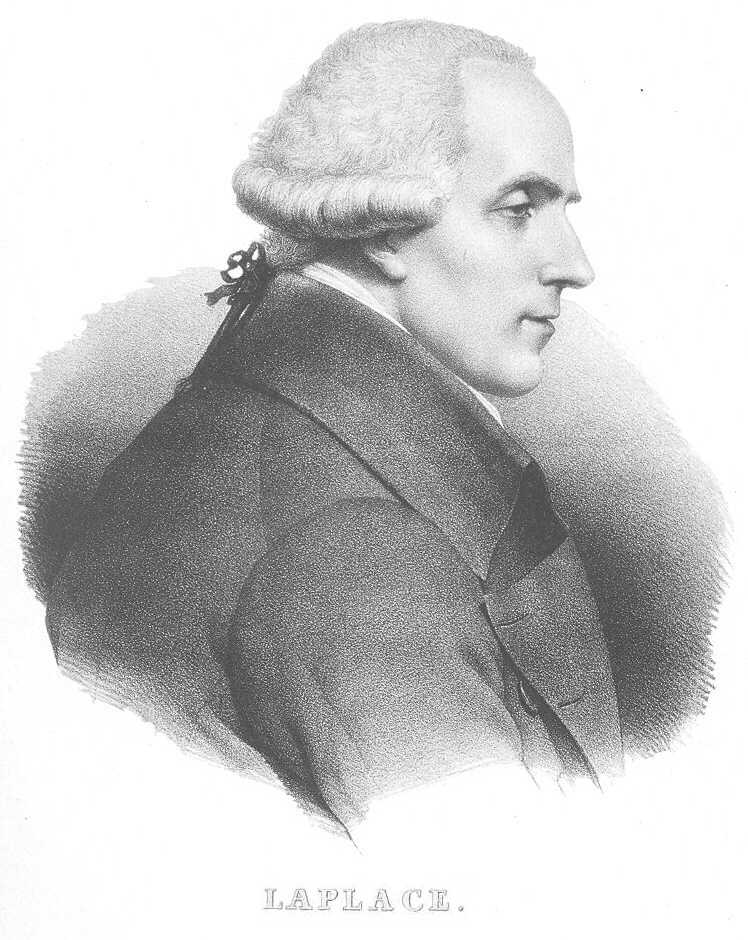
Pierre-Simon Laplace
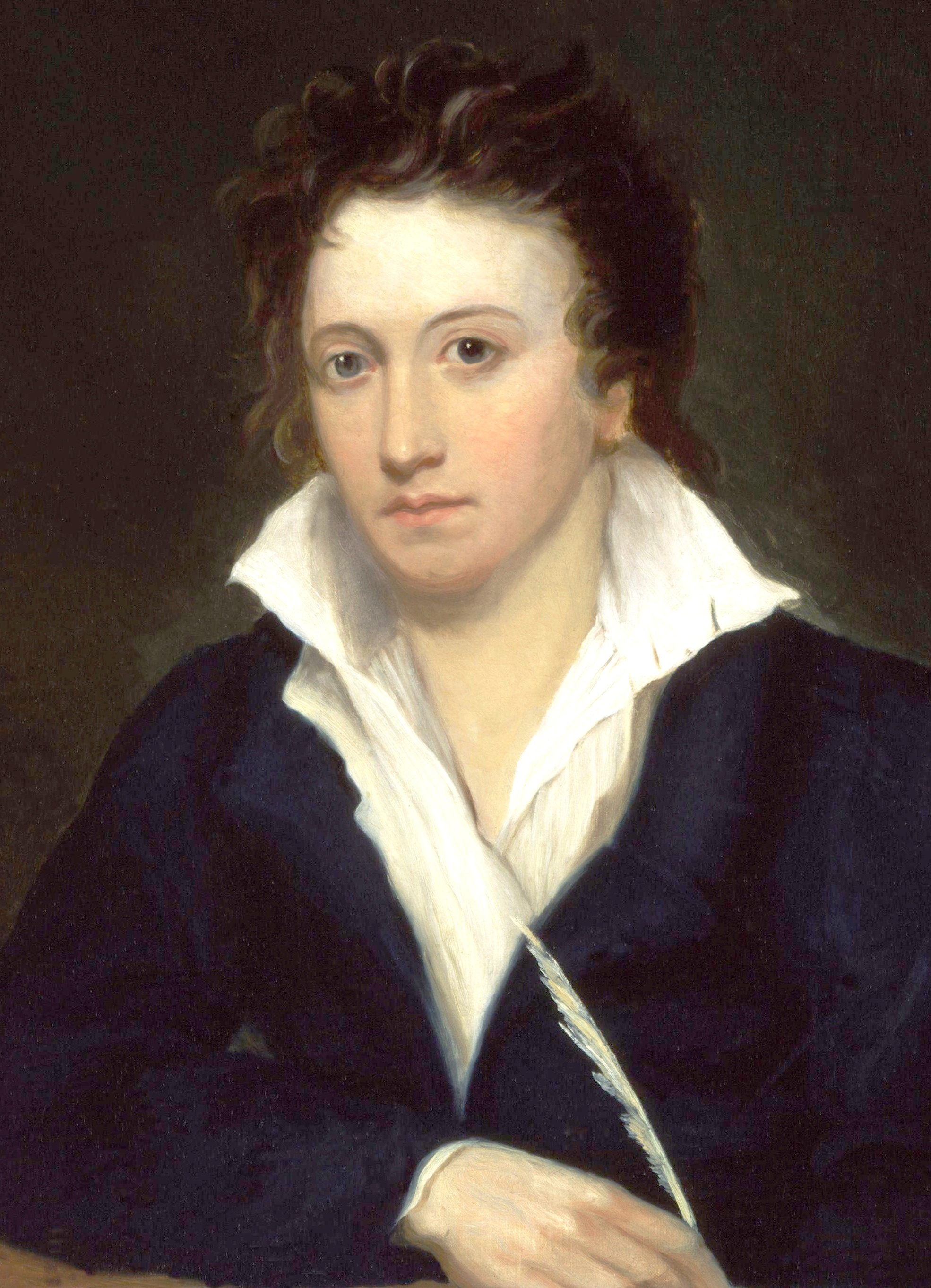
Percy Bysshe Shelley
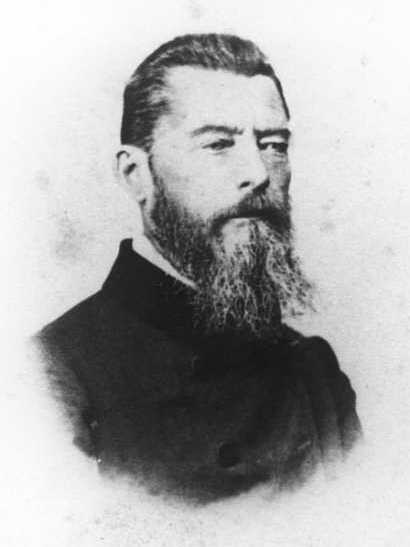
Ludwig Feuerbach
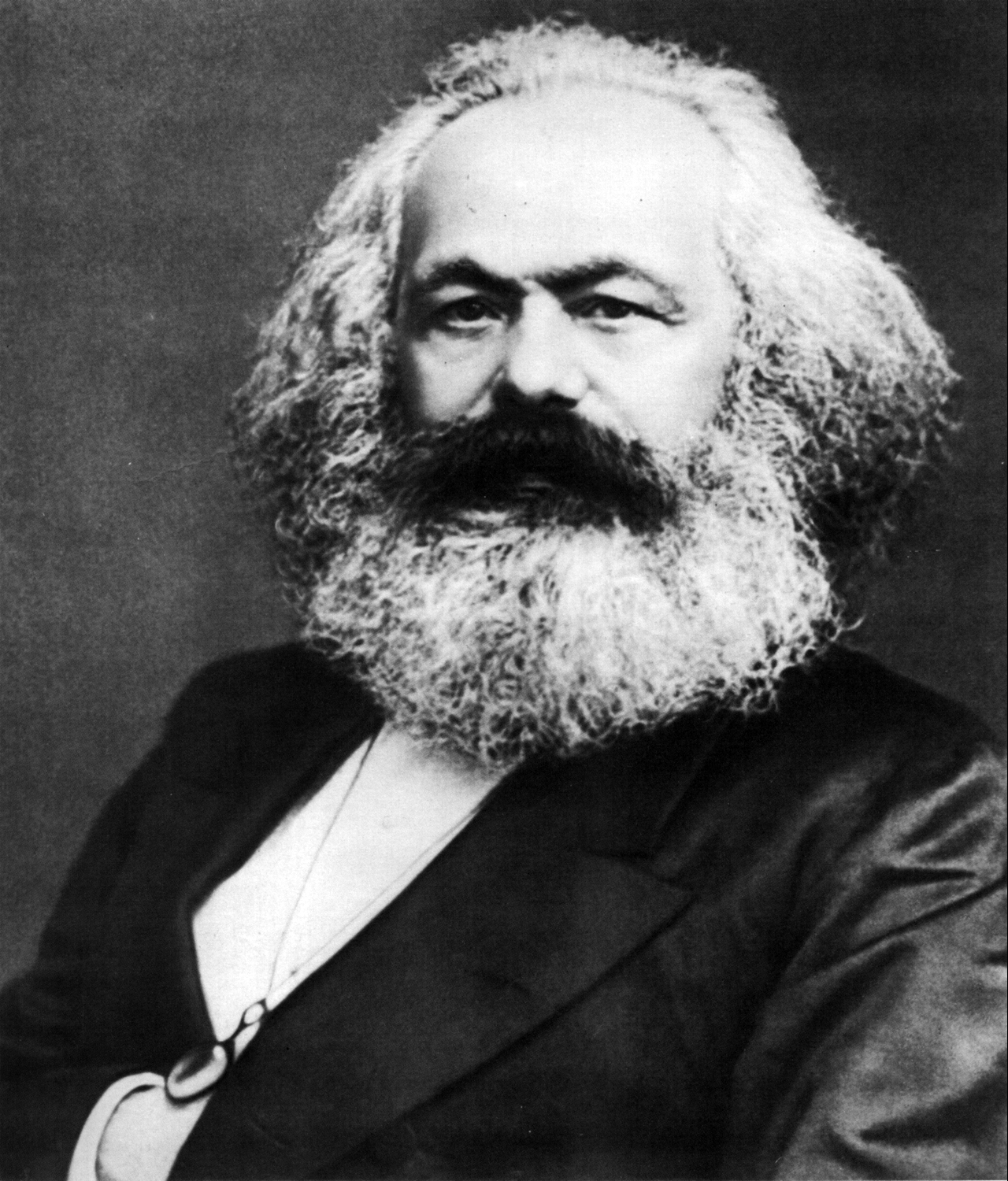
Karl Marx
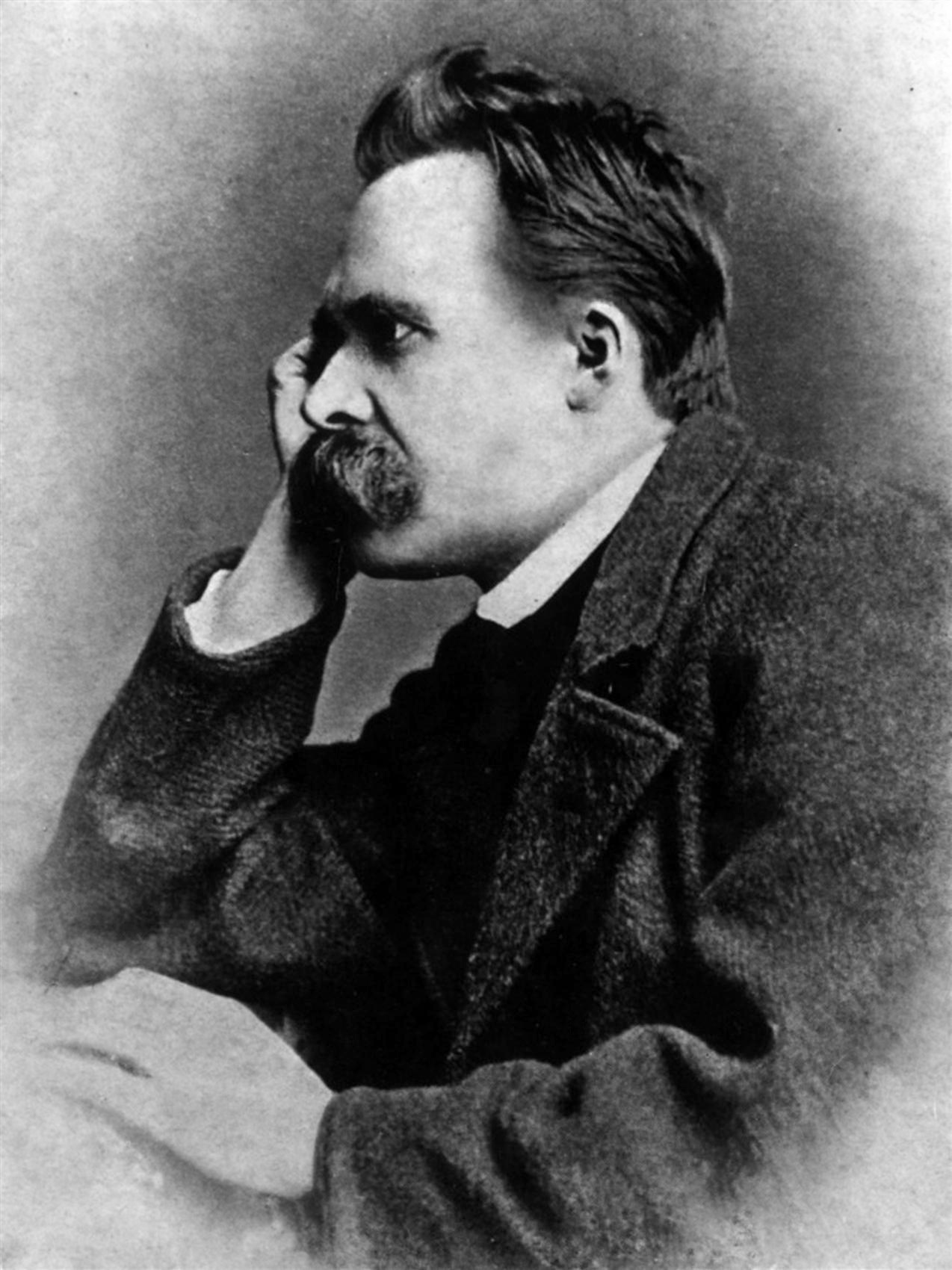
Friedrich Nietzsche
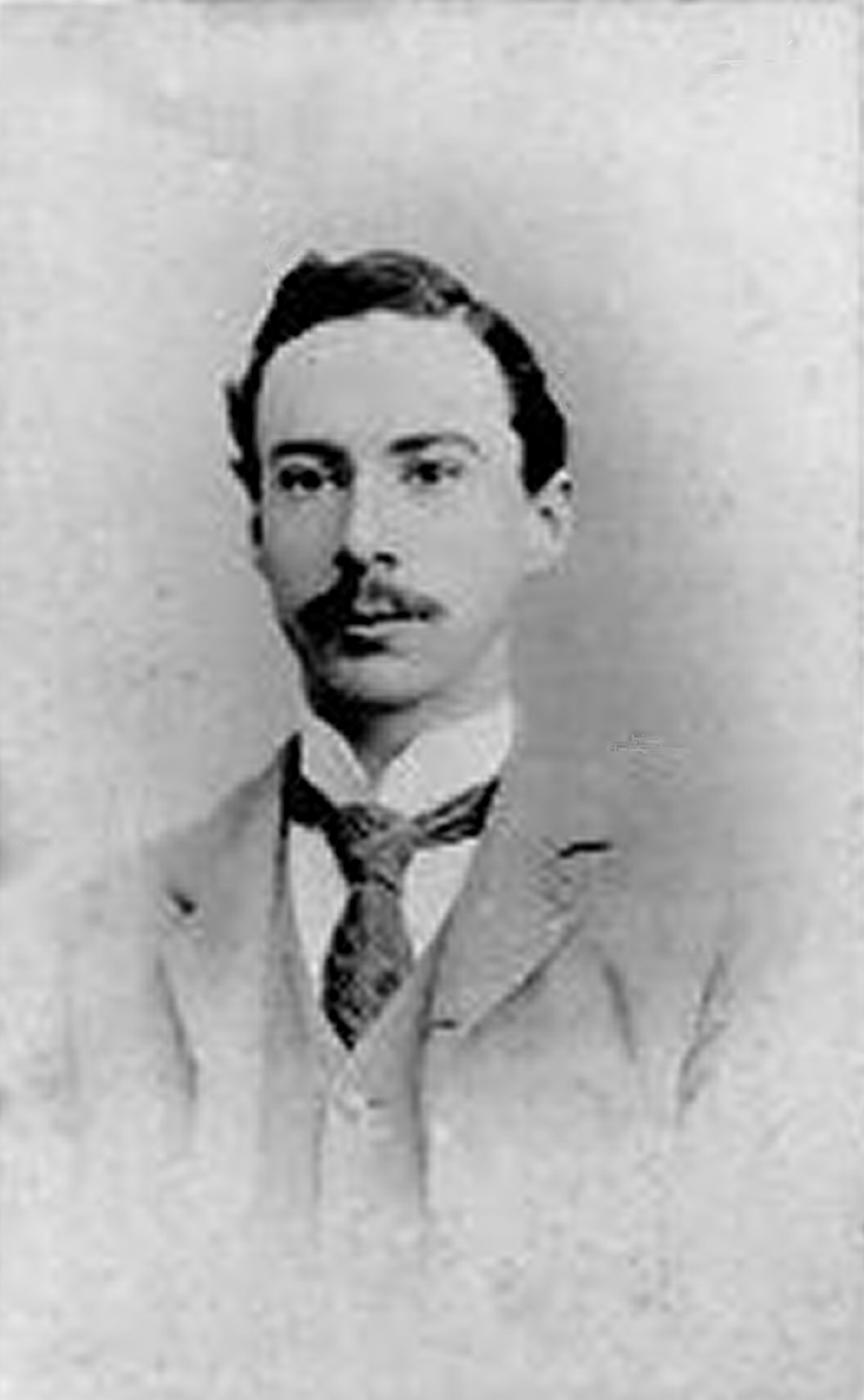
Bertrand Russell
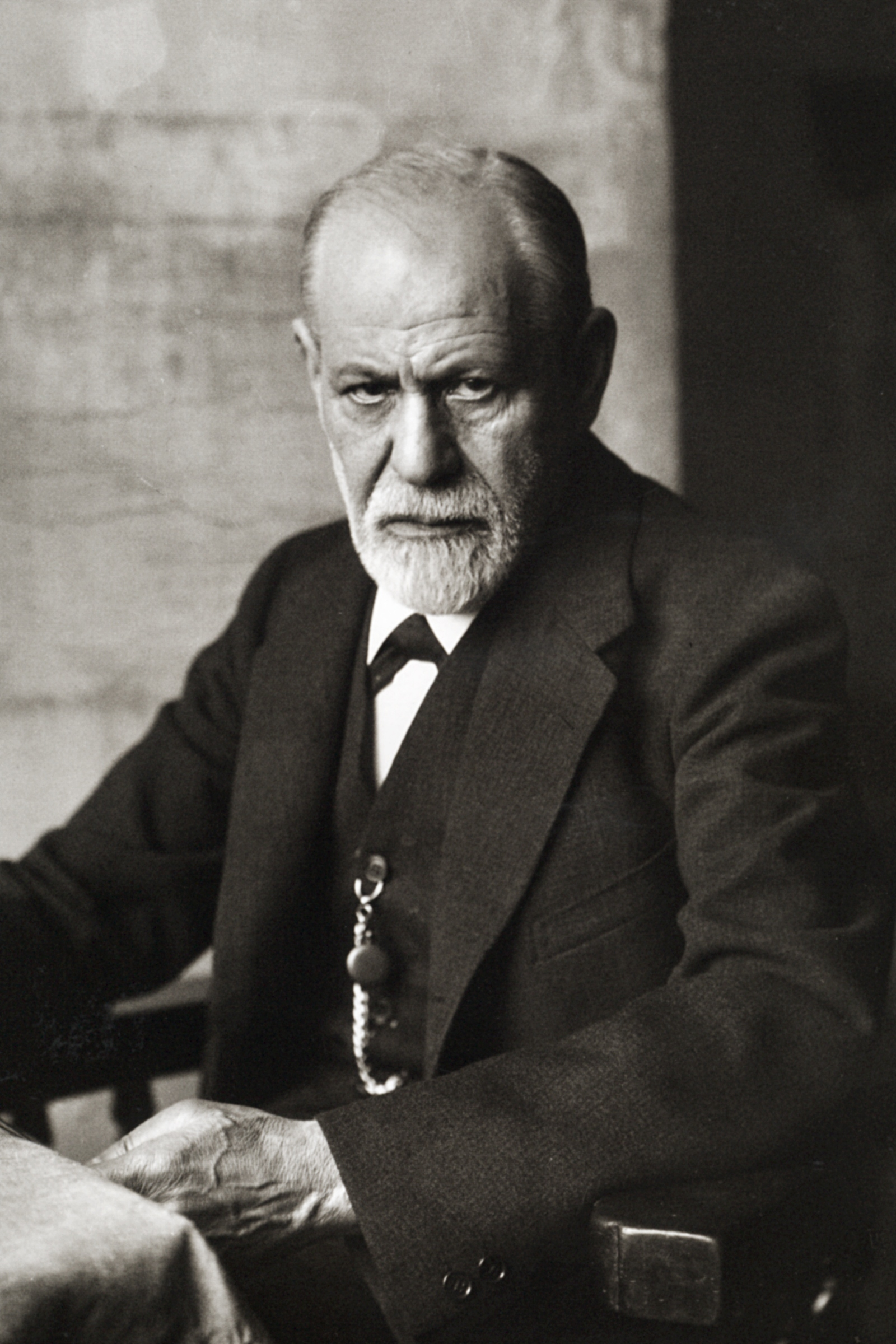
Sigmund Freud
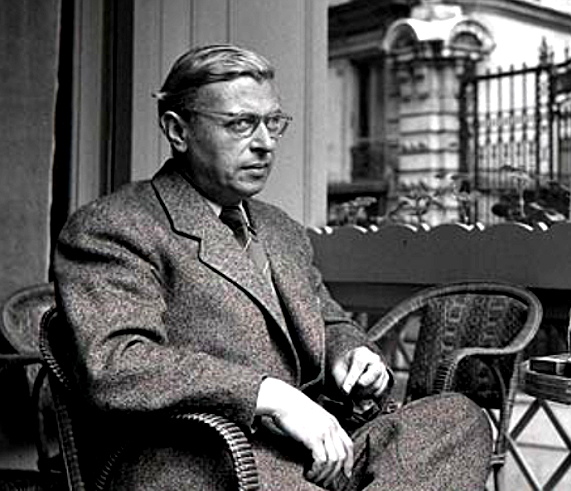
Jean-Paul Sartre
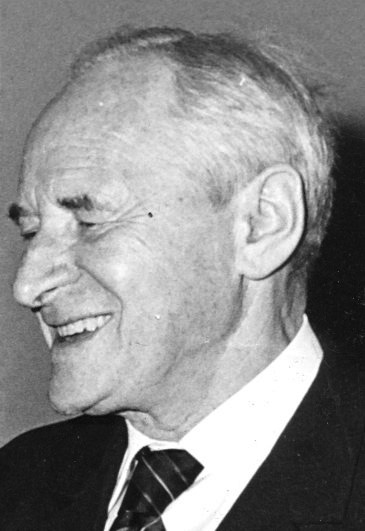
Anton Constandse
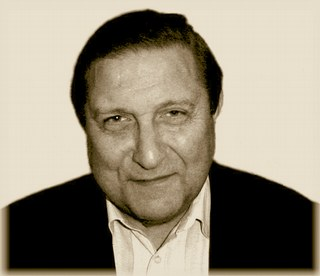
Etienne Vermeersch
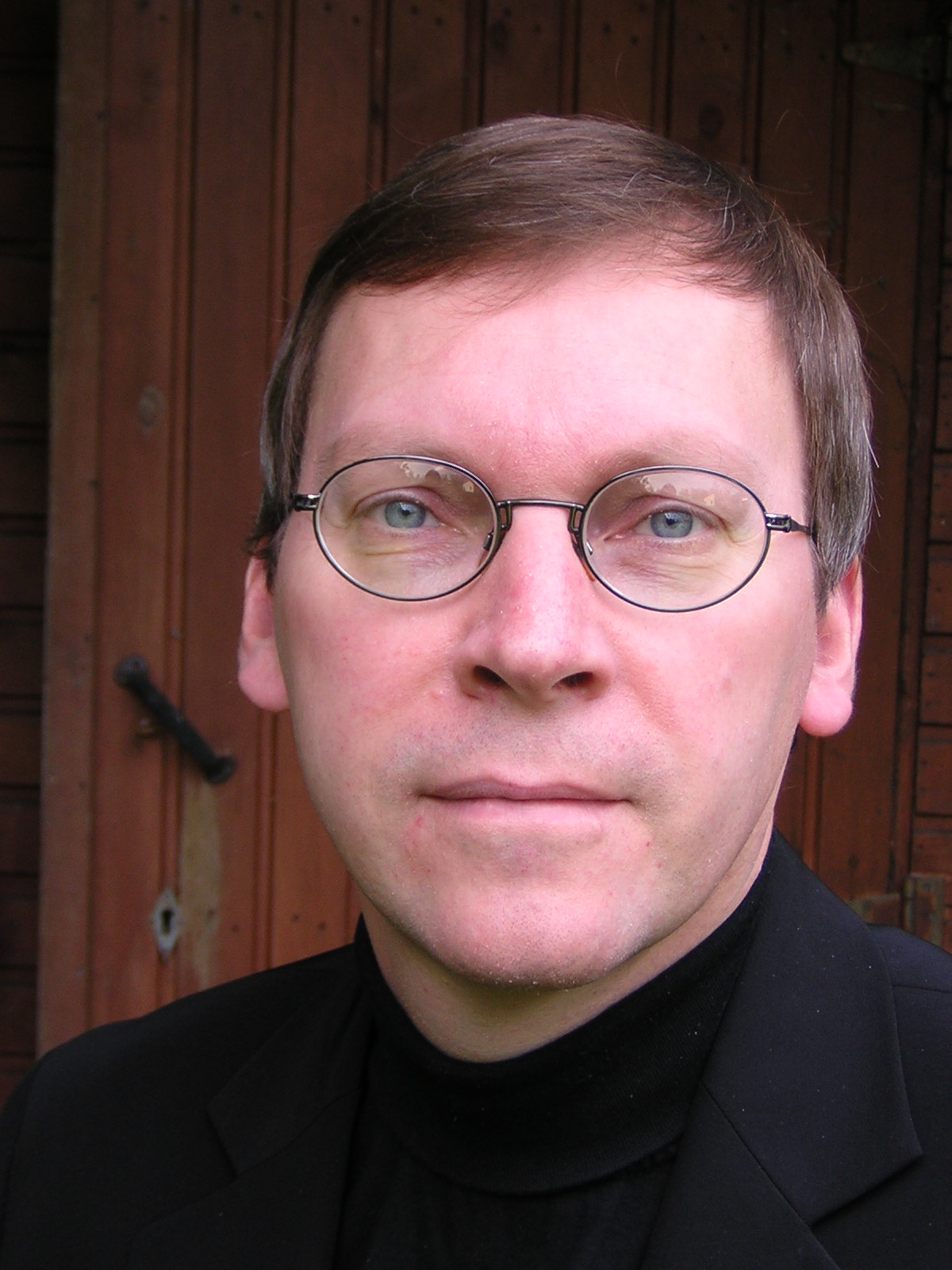
Dirk Verhofstadt
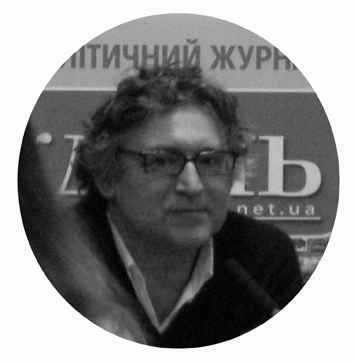
Michel Onfray
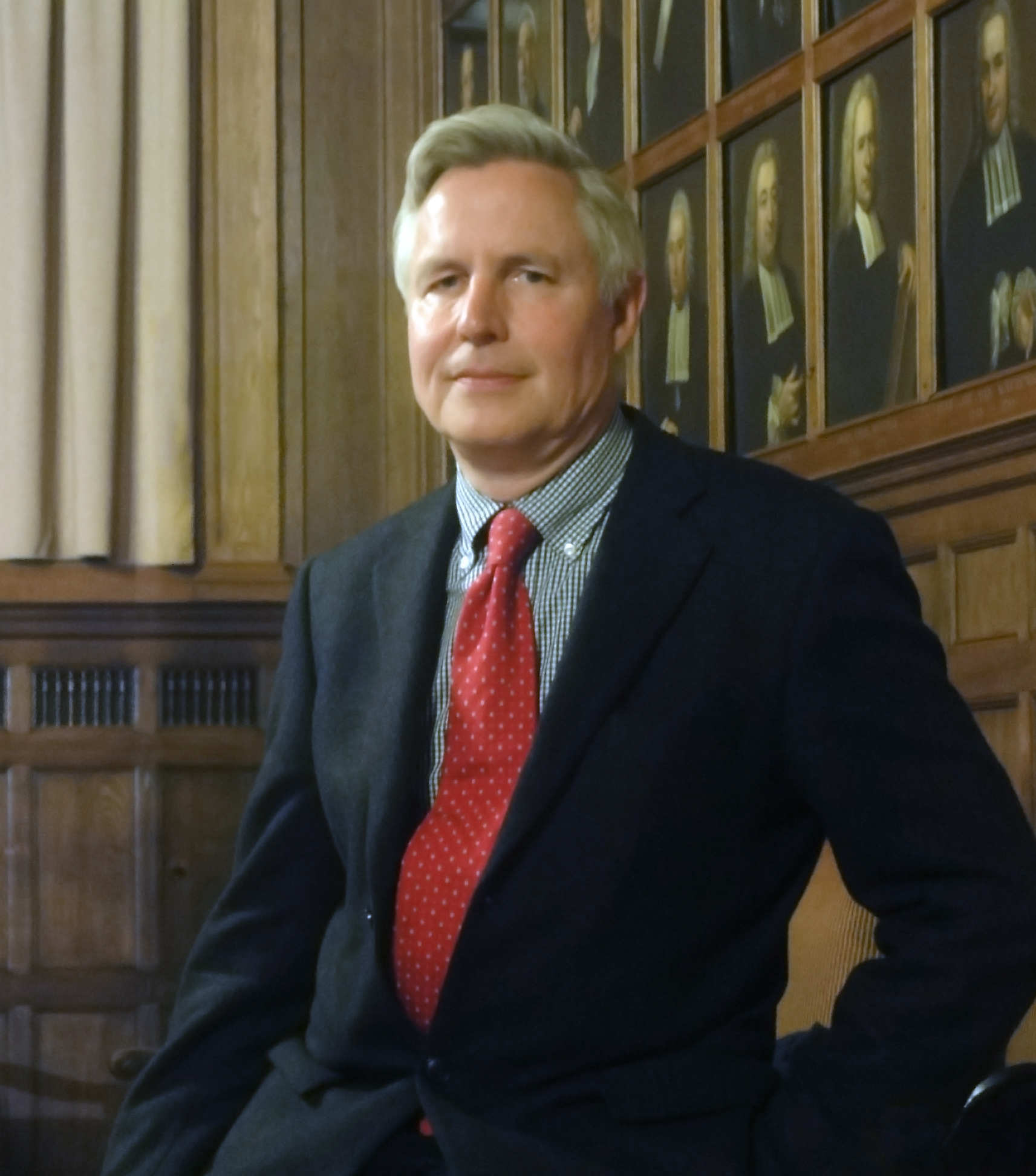
Herman Philipse
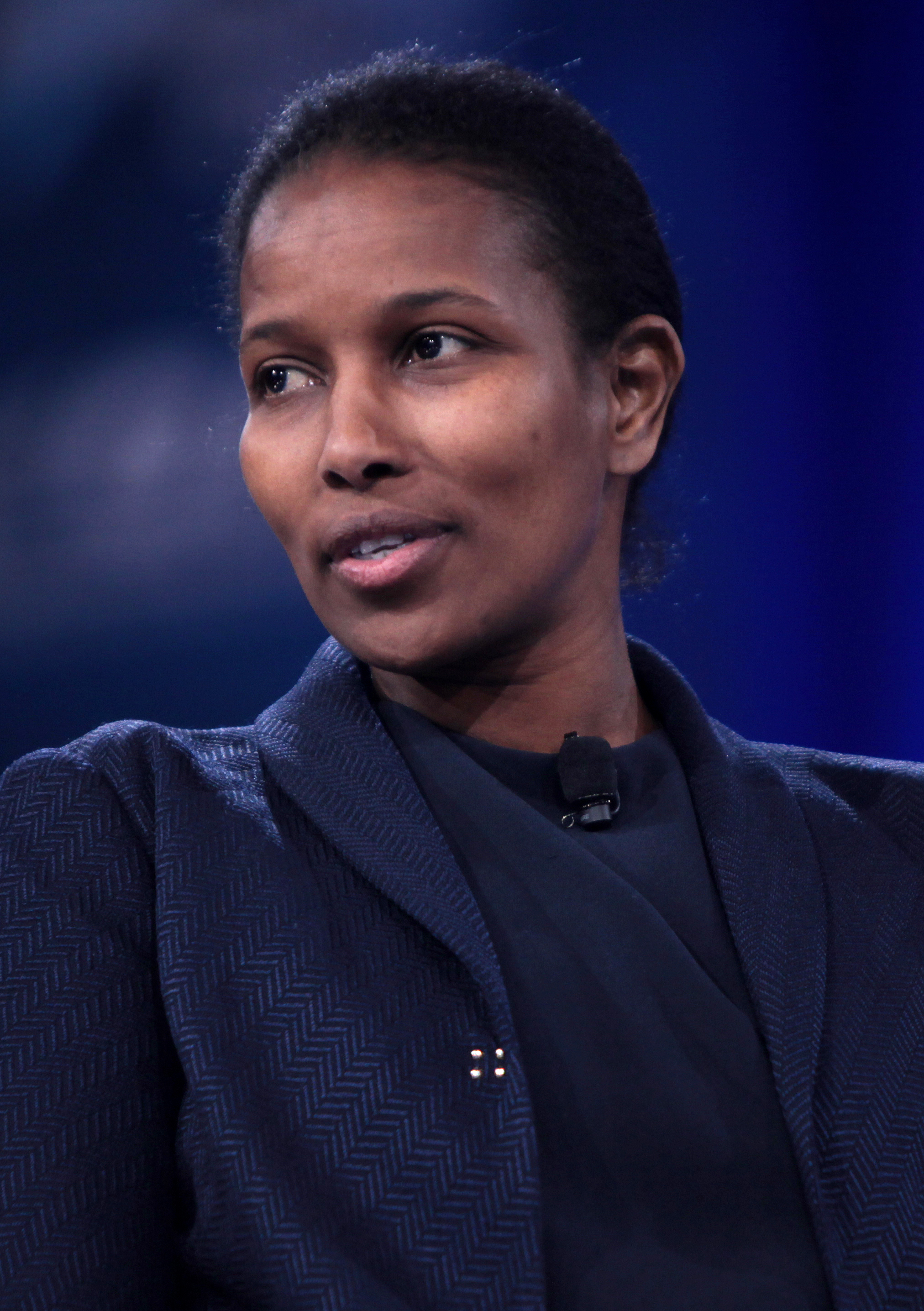
Ayaan Hirsi Ali
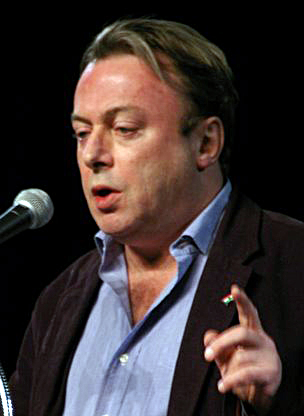
Christopher Hitchens
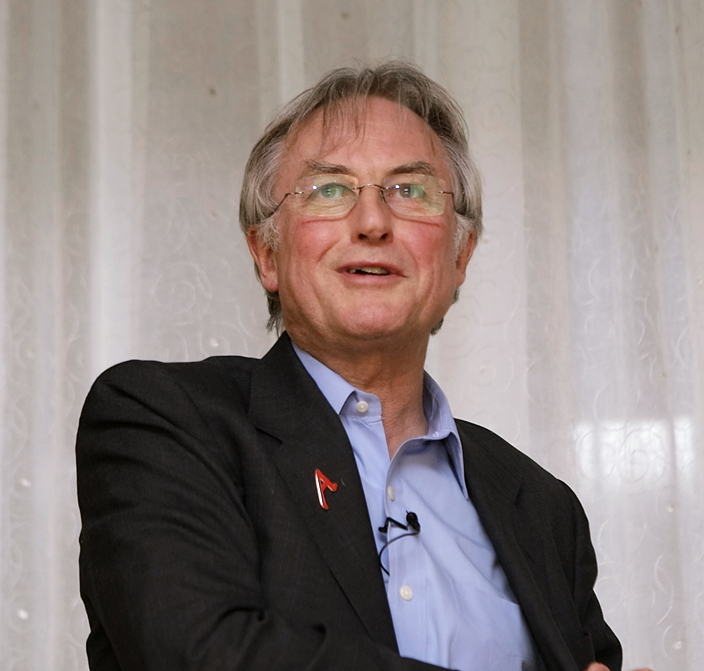
Richard Dawkins
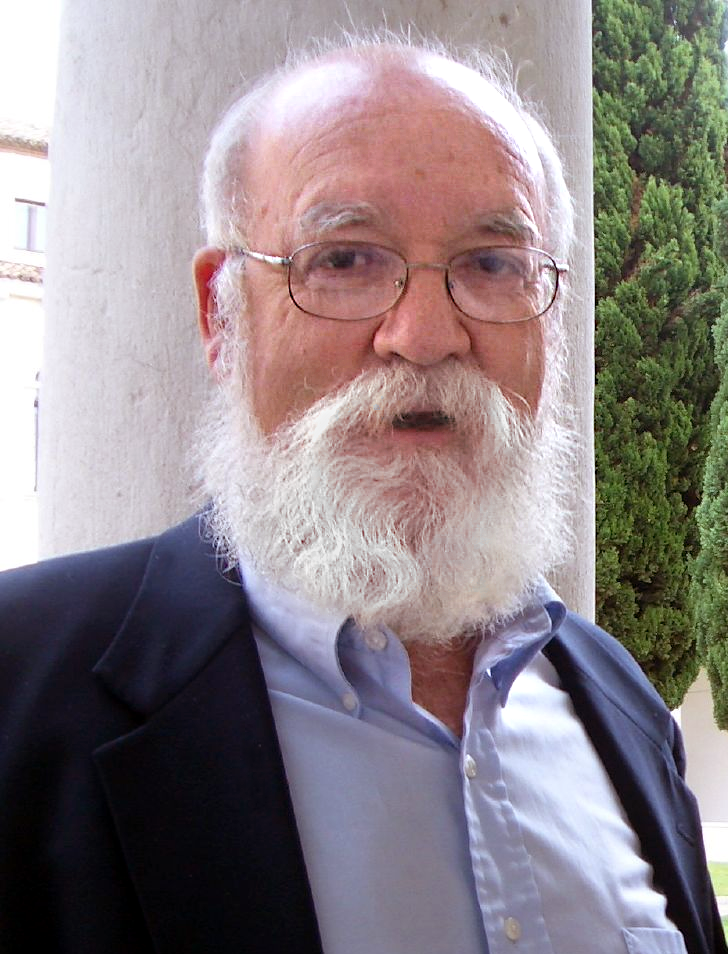
Daniel Dennett
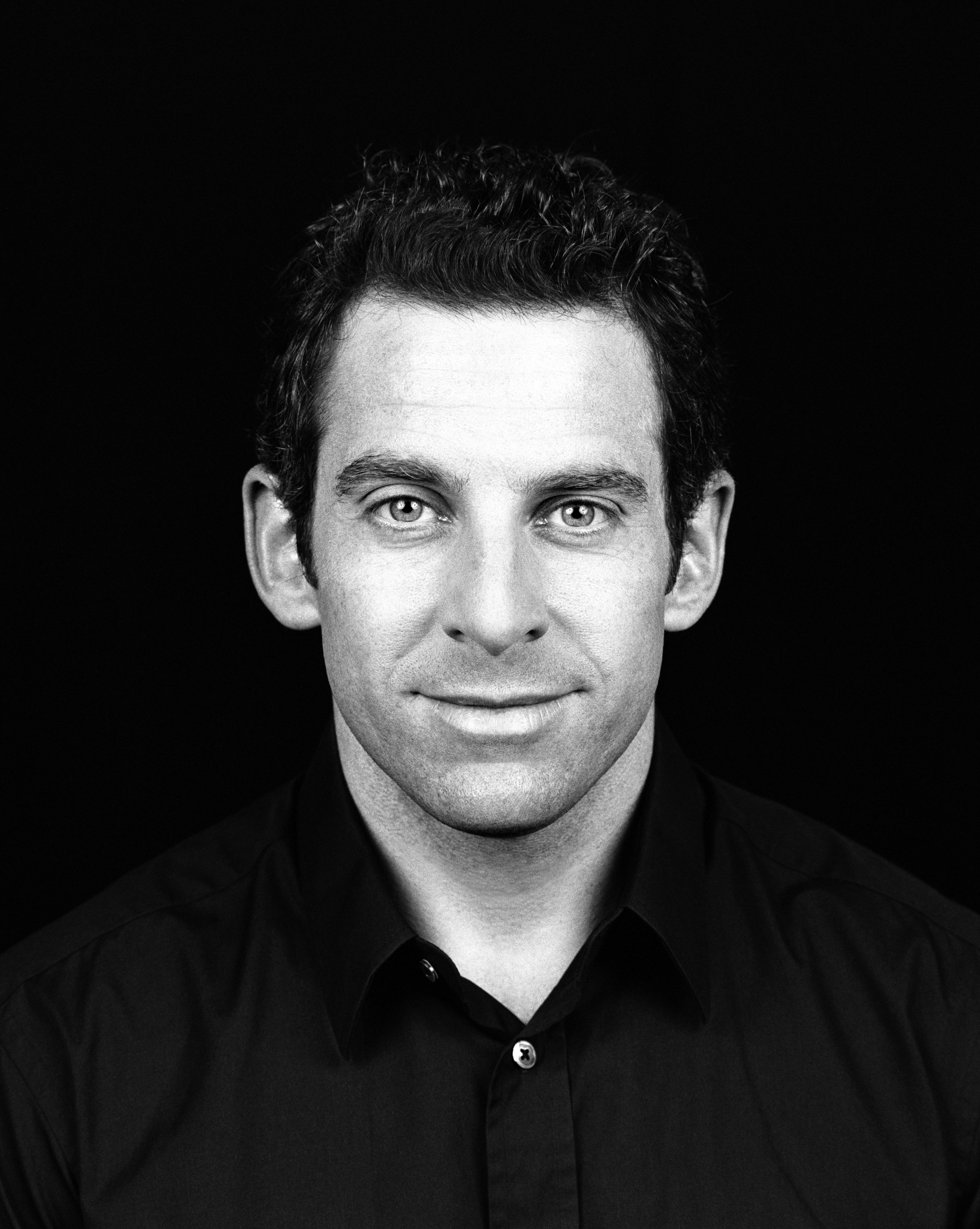
Sam Harris